# Лісний (Шойбулацьке сільське поселення)
Лісни́й (рос. Лесной, марій. Лесной) — селище у складі Медведевського району Марій Ел, Росія. Входить до складу Шойбулацьке сільського поселення.

## Населення
Населення — 96 осіб (2010; 108 у 2002).
Національний склад (станом на 2002 рік):
- лучні марійці — 58 %
- росіяни — 39 %